# Карл Август Теодор фон Хоенлое-Валденбург-Бартенщайн
Карл Август Теодор фон Хоенлое-Валденбург-Бартенщайн (на немски: Karl August Theodor von Hohenlohe-Waldenburg-Bartenstein; * 9 юни 1788, Бартенщайн; † 12 август 1844, Мергентхайм) е 4. княз на Хоенлое-Бартенщайн и лейтенант-полковник на австрийската войска.

## Биография
Той е единственият син на княз Лудвиг Алойс фон Хоенлое-Валденбург-Бартенщайн (1766 – 1829) и първата му съпруга графиня Франциска Вилхелмина Августа фон Мандершайд-Бланкенхайм (1770 – 1789), дъщеря на граф Йохан Вилхелм фон Мандершайд-Бланкенхайм-Геролщайн (1708 – 1772) и Йохана Максимилиана Франциска Лудовика Отилия фон Лимбург-Щирум († 1772).
През ноември 1806 г. баща му остава управлението на страната.
Карл Август умира бездетен на 2 август 1844 г. на 56 години в Мергентхайм и е погребан в Бартенщайн.

## Фамилия
Карл Август се жени на 9 септември 1811 г. във Вилдек, Хесен, за ландграфиня Клотилда фон Хесен-Ротенбург (* 12 септември 1787, Ротенбург; † 6 януари 1869, Манхайм), дъщеря на ландграф Карл Емануел фон Хесен-Ротенбург (1746 – 1812) и принцеса Мария Леополдина Аделгунда фон Лихтенщайн (1754 – 1823). Тя е внучка на ландграф Константин фон Хесен-Ротенбург (1716 – 1778). Бракът е бездетен.